# Struktura liniowa
Struktura liniowa (struktura prosta) – podstawowy typ struktury organizacyjnej charakterystyczny dla małych organizacji. W strukturze liniowej występuje wyraźna linia podporządkowania, władza jest zazwyczaj scentralizowana. Najczęściej wszystkie ważniejsze decyzje przy realizacji celów organizacji podejmowane są przez jedną osobę: fundatora, szefa firmy itp.
Struktura liniowa zakłada, że każdy pracownik ma 1 przełożonego, który wydaje mu polecenia. W tej samej linii przekazywane są też informacje „drogą służbową” w tej strukturze to kierownictwo organizacji podejmuje decyzje strategiczne, taktyczne i operacyjne oraz prowadzi kontrole.

## Zalety
- każdy pracownik zna swoje uprawnienia i wie za co jest odpowiedzialny
- każdy zna swoje miejsce w hierarchii
- łatwość niwelowania błędów
- lepsza kontrola i koordynacja
- prosta konstrukcja
- szybkość podejmowania decyzji
- efektywne rozwiązywanie konfliktów
- możliwość szybkiego awansu

## Wady
- pomijanie zasady specjalizacji
- konserwatyzm przełożonych
- trudność komunikowania się pomiędzy wyższymi przełożonymi ze względu na biurokrację
- kierownictwo ma zbyt wiele obowiązków
- może być przyczyną hamowania rozwoju organizacji

Struktury proste są słabo sformalizowane, rzadko występuje też w nich departamentalizacja. w przypadku większości wykonywanych zadań nie istnieją sztywne normy działania. Występuje w nich jedność rozkazodawstwa. na poszczególnych szczeblach w układzie hierarchicznym kierownicy mają silny autorytet formalny, co jest utrudnieniem dla zdobycia awansu. Struktura ta staje się dysfunkcjonalna w momencie, gdy zaczyna się rozrastać, co wiąże się z coraz większa liczbą problemów, które są rozwiązywane przez osobę znajdującą się na szczycie hierarchii.